# George Bugeja

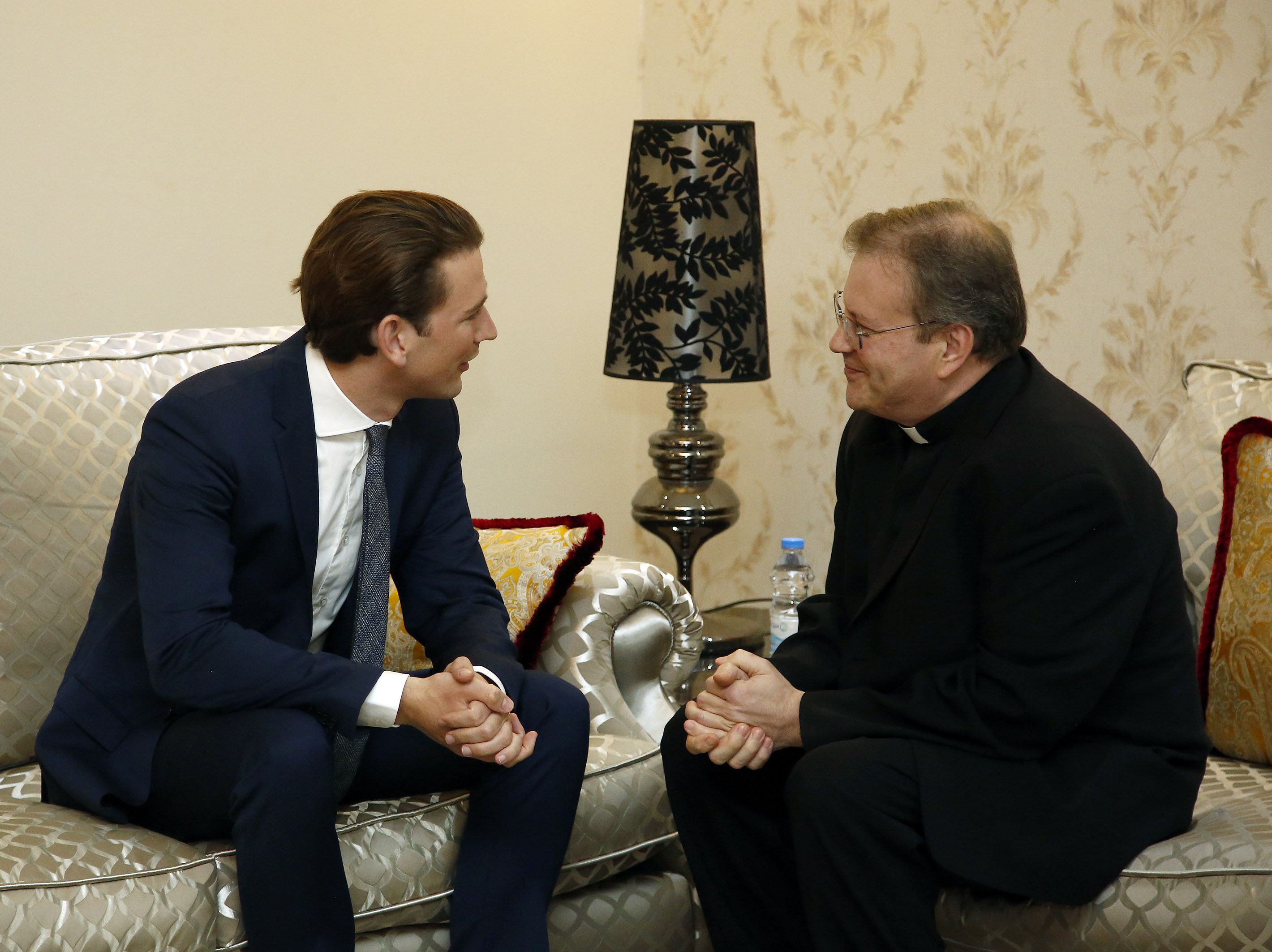
Bischof Bugeja im Gespräch mit dem österreichischen Außenminister Sebastian Kurz (Mai 2017)

Wappen von George Bugeja

George Bugeja OFM (* 1. Juli 1962 in Xagħra, Gozo, Malta) ist ein römisch-katholischer Ordensgeistlicher und Apostolischer Vikar von Tripolis.

## Leben
George Bugeja trat der Ordensgemeinschaft der Franziskaner (OFM) bei und empfing am 5. Juli 1986 die Priesterweihe.
Papst Franziskus ernannte ihn am 10. Juli 2015 zum Titularbischof von San Leone und zum Koadjutor des Apostolischen Vikars von Tripolis. Die Bischofsweihe spendete ihm der Bischof von Gozo, Mario Grech, am 4. September desselben Jahres. Mitkonsekratoren waren der Sekretär der Kongregation für die Evangelisierung der Völker, Erzbischof Savio Hon Tai-Fai SDB, und der Bischof von Juticalpa, José Bonello OFM.
Vom 14. Februar 2016 bis zum 8. Dezember 2019 war er zusätzlich Apostolischer Administrator des vakanten Apostolischen Vikariats Benghazi sowie des Apostolischen Vikariats Derna.
Mit dem Rücktritt Giovanni Innocenzo Martinellis am 5. Februar 2017 folgte er diesem als Apostolischer Vikar von Tripolis nach.